# Ophionellus texanus
Ophionellus texanus là một loài tò vò trong họ Ichneumonidae.